# Roosterrichting
Een roosterichting is in de kristallografie een vector in een kristalrooster. Roosterrichtingen worden gebruikt om repetitieve structuren in kristalroosters te beschrijven. De veertien roosterstructuren die volgen uit de zeven bravaistralies, hebben een repetitief karakter. Voor een beschrijving van de roosterrichtingen en kristalvlakken zijn er indices opgesteld. Zij worden met de miller-index aangeduid. Een soortgelijke notatie is aanwezig bij het beschrijven van de vlakken in een rooster.